# Isabel Leonard
Isabel Leonard (Nova York, 18 de febrer, 1982), és una cantant d'òpera mezzosoprano estatunidenca amb seu a la ciutat de Nova York. És d'ascendència argentina per part de mare.

## Educació
Leonard durant cinc anys va cantar amb el cor infantil de la "Manhattan School of Music". Va assistir a la "Joffrey Ballet School". Es va graduar a la "Cathedral School of St. John the Divine" i a la "Fiorello H. LaGuardia High School of Music & Art and Performing Arts". Va obtenir la llicenciatura en música i el màster en música a la Juilliard School, on va ser alumna d'Edith Bers. També ha estudiat amb Marilyn Horne, Brian Zeger, Warren Jones i Margo Garrett. Va guanyar el concurs vocal de la "Marilyn Horne Foundation" el 2005. El 2006, va rebre el premi de la Fundació Licia Albanese-Puccini. També va ser escollida com a guanyadora d'un premi "Movado Future Legends" el 2006. El 2013, va rebre el premi "Richard Tucker Music Foundation".

## Carrera
A Nova York, Leonard ha actuat amb la Chamber Music Society del Lincoln Center i amb el "Juilliard Opera Center". La seva primera aparició amb la Filharmònica de Nova York va ser en una versió de concert de Candide de Leonard Bernstein, i més tard va cantar el paper de l'Esquirol a L'Enfant et les Sortilèges en concert amb l'orquestra i Lorin Maazel. El febrer de 2007, Leonard va debutar professionalment a l'òpera com a Stéphano a Roméo et Juliette. El setembre de 2007, va debutar a la Metropolitan Opera amb el mateix paper. Leonard va debutar amb la Santa Fe Opera com a Cherubino el 2008. Els seus enregistraments comercials inclouen un enregistrament en DVD per a Euroarts com a Dorabella a la producció del Festival de Salzburg de 2009 de Così fan tutte. El 26 d'abril de 2014, Leonard va cantar el paper de Dorabella en una actuació a la Metropolitan Opera que es va transmetre a tot el món com a part del programa Metropolitan Opera Live in HD. El febrer de 2011, Leonard va debutar a l'Òpera Estatal de Viena cantant Cherubino a Les noces de Figaro, i va tornar al recinte el gener de 2012 com a Rosina a Il barbiere di Siviglia. Del 2014 al 2016, Leonard i Sharon Isbin van realitzar una sèrie d'onze recitals de soprano i guitarra amb bona acollida, inclòs al Zankel Hall (Carnegie Hall). Leonard va cantar el paper principal a l'estrena americana de Marnie al Met de Nova York l'octubre de 2018.
El 2023, Leonard va aparèixer a la pel·lícula Maestro cantant amb Rosa Feola al final de la Simfonia núm. 2 en do menor "Resurrection" de Gustav Mahler, en una reproducció de la famosa actuació de 1973 dirigida per Leonard Bernstein a la catedral d'Ely.

## Premis
Leonard va guanyar dos premis Grammy a la millor gravació d'òpera: el 2014 per The Tempest de Thomas Adès i el 2016 per L'enfant et les sortilèges de Maurice Ravel. El 2021 va guanyar el premi Grammy al millor compendi clàssic per Del diari d'Anna Frank i Meditacions sobre Rilke, dirigida per Michael Tilson Thomas.

## Vida personal
El seu avi Carlos Guimard (1913–1998) va ser un gran mestre d'escacs argentí. Leonard es va casar amb el baríton Teddy Tahu Rhodes el desembre de 2008; es van divorciar cap al 2013. Leonard cria el seu fill, Teo, nascut el 17 de maig de 2010.

## Repertori
- Stéphano a Roméo et Juliette, 2007 (debut al Met)[19]
- Rosina a El barber de Sevilla
- Angelina (Cindarella) a La Ventafocs
- Cherubino a Les noces de Fígaro
- Sextus a Julius Caesar, 2011
- Miranda a The Tempest
- Dorabella a Così fan tutte
- Zerlina a Don Giovanni
- Charlotte a Werther
- Donna Elvira a "Don Giovanni" 2017 (Amb el Cercle d'Harmonie, Director Jeremie Rhonen Lyric Art Festival D'Ais de Provença, França juliol 2017)
- Blanche de la Force a Dialogues des Carmélites[20]
- Marnie a Marnie[21]
- Mélisande a Pelléas et Mélisande[22]
- Ocell cantor a Ocell cantor (adaptat de La Périchole)[23]